# Orthaea brachysiphon
Orthaea brachysiphon är en ljungväxtart som först beskrevs av Hermann Sleumer, och fick sitt nu gällande namn av J.L. Luteyn. Orthaea brachysiphon ingår i släktet Orthaea och familjen ljungväxter. Inga underarter finns listade i Catalogue of Life.